# シャンプー (らんま1/2)
シャンプー（珊璞）は、高橋留美子の漫画作品及びそれを原作とするアニメ『らんま1/2』に登場する架空の人物。
アニメ版での声優は佐久間レイ、SANKYOパチンコ版では釘宮理恵、『三国志大戦』にゲスト出演した際は千葉千恵巳が担当。

## 人物
中国の武闘民族・女傑族（じょけつぞく、ニィチェズゥ）の少女。女傑族総帥コロンの曾孫で、協和語や横浜ピジン日本語に似た辿々しい日本語を話す。髪色は紫寄りの青で16歳。スタイルは抜群で、女性時の早乙女乱馬に匹敵する（以下、女性時の早乙女乱馬を平仮名で「らんま」と表記する）。
中国で暮らしていた当時、修行中だったらんまとの勝負に敗れてしまう。女傑族には「他所者に敗れた場合、相手が女ならその相手に死の接吻を与え殺さなければならず、相手が男なら結婚し夫としなければならない」という掟があり、掟に従いらんまを追って来日する。天道道場に辿り着いたシャンプーは、そこでらんまを連れて来るように暴れていたところ、止めに入った乱馬に返り討ちにされた形となり、掟に従って乱馬に求婚し始めた。それからは小乃東風の接骨院で看護婦（※連載当時の呼称）見習いとして住み込みを始めるも、のちに乱馬とらんまが同一人物だと分かったことで（乱馬はこのとき水を被ってらんまになり、「自分は実は女だった」と嘘をついている）、掟を守れないまま中国へ帰国する。
帰国後、掟を守らなかった罰として曾祖母のコロンから呪泉郷での修行を命じられ、修行中に猫溺泉に落ち溺れたことから水をかぶると猫になり、湯をかぶると元に戻る体質になった。その後、父やコロンと共に再来日し、中華料理店「猫飯店（）」でウェイトレスとして住み込みで働く。再来日後、本当は乱馬が男であると知ったシャンプーは、彼をしつこく追い回して求愛する。
性格は基本的には明るく愛想もよく、猫飯店での接客も良い。恋愛に関しては大胆かつ積極的だが、相手に自分のわがままを押し付け、相手が嫌がっても聞き入れない傾向がある。だが、それ以外の事に対しては非常にドライ。物語序盤はあかねに対し、殺意をむき出しにしていたが、中盤以降はあかねへの敵意はほとんど見せなくなっている。物語終盤では、久遠寺右京や九能小太刀と組んで乱馬をあかねから奪おうとするケースが多くなった。また、乱馬が自分の思う通りにならないと、乱馬の猫恐怖症を利用して自ら猫になって脅迫する事も多い。
しつこく求愛してくる幼馴染のムースに対してはぞんざいに扱っているが、本心から嫌っているわけではない。
作中では二ノ宮ひな子にも敗北、彼女にも死の接吻を施しているが、再戦して再度敗れてからは、ひな子との戦いを乱馬に託し、手を出していない。酒に酔うと笑い上戸になる。

## 技
女性の中では際立った活躍を披露しており、戦闘にも積極的に参加している。実力はあかねより上、女らんま以下、男性陣には及ばない。小型の錘を両手に持つ「双錘」を武器として使うことが多い。
アニメでは、日本に来てから修行不足のせいで中国にいた頃より弱くなったと語られている。
洗髪香膏指圧拳（サイファツヘンゴウしあつけん）
特別な漢方液を配合したシャンプーとツボ押しによって相手の記憶を操作できる。洗髪からすすぎ、乾燥までに要する時間は56秒。記憶操作にはナンバー110の漢方液を使用し、記憶を戻すにはナンバー119の漢方液を使用する。劇中ではあかねに使用し、あかねは乱馬の事だけを一時的に忘れてしまった。
おかもち返し（おかもちがえし）
格闘出前の技。指でおかもちを突くことで中身をひっくり返す。アニメではシャンプーの再登場話の順序が後になったため、アニメオリジナルの登場人物・かおりがこの技を使用した。
微笑み三年殺し（ほほえみさんねんごろし）
女傑族の奥義の1つ。本来一度に発散するはずの怒りを体内にとどめ続ける技。怒りを持続させる事で、ネチネチと3年間にわたって仕返しする陰湿な奥義。作中ではシャンプーがこの技を使ったと誤認されたが、実際にはムースの暗器や眼鏡を入れたまま彼の服を洗濯してしまった事に対する後ろ暗さがあったために怒らなかっただけで、使用していなかった。
操身術
こめかみにある操身のツボを押し、相手をマインドコントロールする。効果は短い。
肉まん
原作最終話で使用。肉まんの形はしているが、投げつけると爆発する手榴弾のような武器。乱馬と祝言を挙げようとしているあかねに投げたつもりが乱馬が被害に遭う。

## シャンプーに関係があるもの
即席男溺泉の素（そくせきなんにーちゅあんのもと）
呪泉郷溺泉シリーズの商品。この素を水に溶かすと、ただの水が男溺泉に変化する。しかし効果は一度きりのインチキ商品であるため、シャンプーはこれを利用して、乱馬をデートに誘った。
傀儡芝（かいらいし）
妖術に使う毒茸。この茸を食べたものは最初に与えた命令と合図で暗示にかかり、以降その合図を聞くと反射的にその命令を実行してしまうようになる。
シャンプーはこの傀儡芝を使用して作った肉まんを乱馬に食べさせ、「指を鳴らすと乱馬が抱き付く」と暗示をかけたが、合図の指鳴らしをする直前に近くで猫がくしゃみをしたことで合図がくしゃみになり、効き目が切れるまで乱馬はくしゃみを聞くと近くの者に抱き付くようになってしまった。
抗水香鹸（こうすいせっけん）
シャンプーが変身体質改善のために通販で購入していた。巡り巡って良牙の手に渡る事になる。これを使い身体を洗う事で一時的に変身体質を改善できる。
猫魔鈴（マオモーリン）
シャンプーが里帰りの時に手に入れてきたもの。大きい鈴と小さい鈴があり、「持つ者同士の縁を結ぶ」とされるが実際は大きい鈴に化け猫が封じられており、小さい鈴を持つ者を嫁にしたがる。
反転宝珠（はんてんほうじゅ）
女傑族の秘宝であるブローチ。正位置に付けると心からジェラシーが取り除かれ愛はより一層深くなるが、逆位置に付けると愛情が憎しみに変わる。シャンプーは知らずに逆位置に付けてしまい、一時的に乱馬を蛇蝎の如く嫌うようになってしまった。またこれが元で起こった告白騒動の際、ムースはあかねに正位置で付けることでジェラシーを取り除きコロンの企みを頓挫させている。

## その他
- 本作には中国人キャラクターが多く登場するが、長文の中国語を話したのはシャンプーのみ[注 5]。
- 男乱馬を演じた山口勝平の好きな女性キャラクターはシャンプー[要出典]。
- 2019年に実施された『発表!全るーみっくアニメ大投票 高橋留美子だっちゃ』キャラ部門では『らんま1/2』のキャラの中ではトップの4位に選ばれた。
- 原作とアニメでは若干口調が異なる。原作では語尾に「〜ある。」をつけて話すが、アニメではコンプライアンスの都合で基本的に「〜ね。」といった口調に変更されている[1]。
- 名前の由来は洗髪剤のシャンプーではない。まず「シャン」という音の響きが閃き、続いて「プー」を合わせたところ“中国っぽくて可愛いと思った”と作者の公式Twitter（現：X）で【キャラクター小話】のひとつとして明かしている[2][3]。
- テレビアニメにおける、中国でらんま親子と初対面した時の会話のセリフは、平成版においては中華料理の名前を並べて適当に話すなど出鱈目なものであったが、令和版ではネイティブである中国出身の劉セイラに監修を依頼した上で正確な現代中国語となっている[4]。

## コラボレート
2022年2月、ファッションブランドのmayla classicと『らんま1/2』がコラボレートし、チャイナドレス風の靴を発売。シャンプーをイメージして制作されたパープルとオパールグリーンの色の靴が登場している。